# 交趾刺史部
交趾刺史部，東漢末年時改稱交州刺史部，是漢朝十三州刺史部之一，州治在龙编县（今越南河内市东），东汉末年迁往廣信縣（今廣西壯族自治區梧州市）。漢代州域範圍大致是今日中國廣東省、廣西壯族自治區和福建省漳州市大部份地方，以及越南的北部、中部一帶。

## 名稱由來
「交趾」一詞出現始於漢代以後，意指「遂交南方，為子孫基址」（《太平御覽》卷157引應劭《漢官儀》），大體指南嶺以南的大片區域。漢武帝南平百越後，置交趾。勞幹解釋說：「漢代所以特設交趾朔方者，因胡越二者早已為漢大患，武帝用不少武力，始得奪此二地於胡越之手，自然對之特別注意，蓋國之重鎮也。」（顧頡剛《兩漢州刺考》引勞幹說）
二說是來自禮記稱「南方曰蠻，雕題交阯」。其俗男女同川而浴，故曰交阯。(《後漢書‧南蠻西南夷列傳》)

## 西漢交趾刺史部
西漢時，領南海郡、蒼梧郡、合浦郡、鬱林郡、交阯郡、九真郡、日南郡、珠崖郡、儋耳郡9個郡。

## 新朝交州
西漢元始五年，王莽奏请将十三州改为十二州， 至新朝始建国四年又改为九州。

## 東漢交趾刺史部
東漢時，領南海郡、蒼梧郡、合浦郡、鬱林郡、交趾郡、九真郡、日南郡7個郡，東漢末置高涼郡、寧浦郡等郡。

## 首长列表
- 邓勋（汉元帝、汉成帝时）
- 杨宣（汉成帝末年）
- 邓让（新末东汉初）
- 蒋某（东汉初或中叶）
- 樊演（137年、东汉顺帝永和二年）
- 张乔（138年、东汉顺帝永和三年）
- 周敞（140年、东汉顺帝永和五年）
- 夏方（144年、东汉顺帝建康元年）
- 杨扶（汉顺帝、汉桓帝时）
- 侯辅（162年、东汉桓帝延熹五年）
- 葛祗（165年、东汉桓帝延熹八年）
- 张磐（165年—166年、东汉桓帝延熹八年至九年）
- 周乘（汉桓帝、汉灵帝时）
- 祝恬
- 朱儁（178年—181年、东汉灵帝光和元年至四年）
- 贾琮，于中平元年（184年），担任交阯刺史；后来迁任冀州刺史。[2]
- 李进（汉灵帝中平年间）
- 僮尹（汉灵帝前）
- 蹇兰（汉灵帝时）
- 丁宫（汉桓帝、汉灵帝时）
- 朱符（200年、汉献帝建安五年）[3]
- 張津（201年、汉献帝建安六年）[3]
- 賴恭（刘表任命）[3]
- 綦毋闿（刘表任命）
- 步騭，于210年起，担任交州刺史[4]
- 呂岱，于220年起，担任交州刺史，代替步騭[4]

### 引用
1. ↑  扬雄《十二州箴·交州牧箴》
2. ↑  《后汉书·卷三十一·郭杜孔张廉王苏羊贾陆列传第二十一》
3. 1 2 3  《三國志•吳書四•劉繇太史慈士燮傳•士燮》：「交州刺史朱符為夷賊所殺，州郡擾亂......朱符死後，漢遣張津為交州刺史，津後又為其將區景所殺，而荊州牧劉表遣零陵賴恭代津。......漢聞張津死，賜燮璽書曰：『交州絕域，南帶江海，上恩不宣，下義壅隔，知逆賊劉表又遣賴恭闚看南土，今以燮為綏南中郎將，董督七郡，領交阯太守如故。』」
4. 1 2  《三國志•吳書七•張顧諸葛步傳•步騭》：「建安十五年，出領鄱陽太守。歲中，徙交州刺史、立武中郎將。領武射吏千人，便道南行。明年，追拜使持節、征南中郎將。劉表所置蒼梧太守吳巨陰懷異心，外附內違。騭降意懷誘，請與相見，因斬徇之，威聲大震……延康元年，權遣呂岱代騭。」

#### 書籍
- 司馬遷：《史記》，維基文庫
- 班固：《漢書》，維基文庫
- 范曄：《後漢書》，維基文庫
- 司馬彪：《續漢志》，維基文庫
- 陳壽：《三國志》，維基文庫
- 吳增僅：《三國郡縣表》，上海：開明書局，1937
- 葛劍雄：《西漢人口地理》北京：人民出版社，1986年
- 周振鶴：《西漢政區地理》，北京：人民出版社，1987年
- 周振鶴：《漢書地理志匯釋》，安徽：安徽教育出版社，2006年
- 孔祥軍：《三國政區地理研究》，南京：南京大學歷史系，2007年
- 后曉榮：《秦代政區地理》，北京：社會科學文獻出版社，2009年

#### 地圖
- 譚其驤 等：《中國歷史地圖集》，1991年，曉園出版社。ISBN：9571201987
- Google地圖[]